# Dziepułć (gmina)
Dziepułć – dawna gmina wiejska istniejąca w XIX wieku w guberni piotrkowskiej. Siedzibą władz gminy był Dziepułć (obecna pisownia to Dziepółć).
Za Królestwa Polskiego gmina Dziepułć należała do powiatu noworadomskiego (radomszczańskiego) w guberni piotrkowskiej.
Gminę zniesiono w  1868 roku, a z jej obszaru oraz z obszaru zniesionej gminy Smotryszów utworzono gminę Dmenin.